# Meknès
Meknès er en by i det nordlige Marokko med et indbyggertal på 601.000 (2023). Byen er hovedby i regionen Meknès-Tafilalet og var landets hovedstad mellem 1672 og 1727.